# 마이클 콜

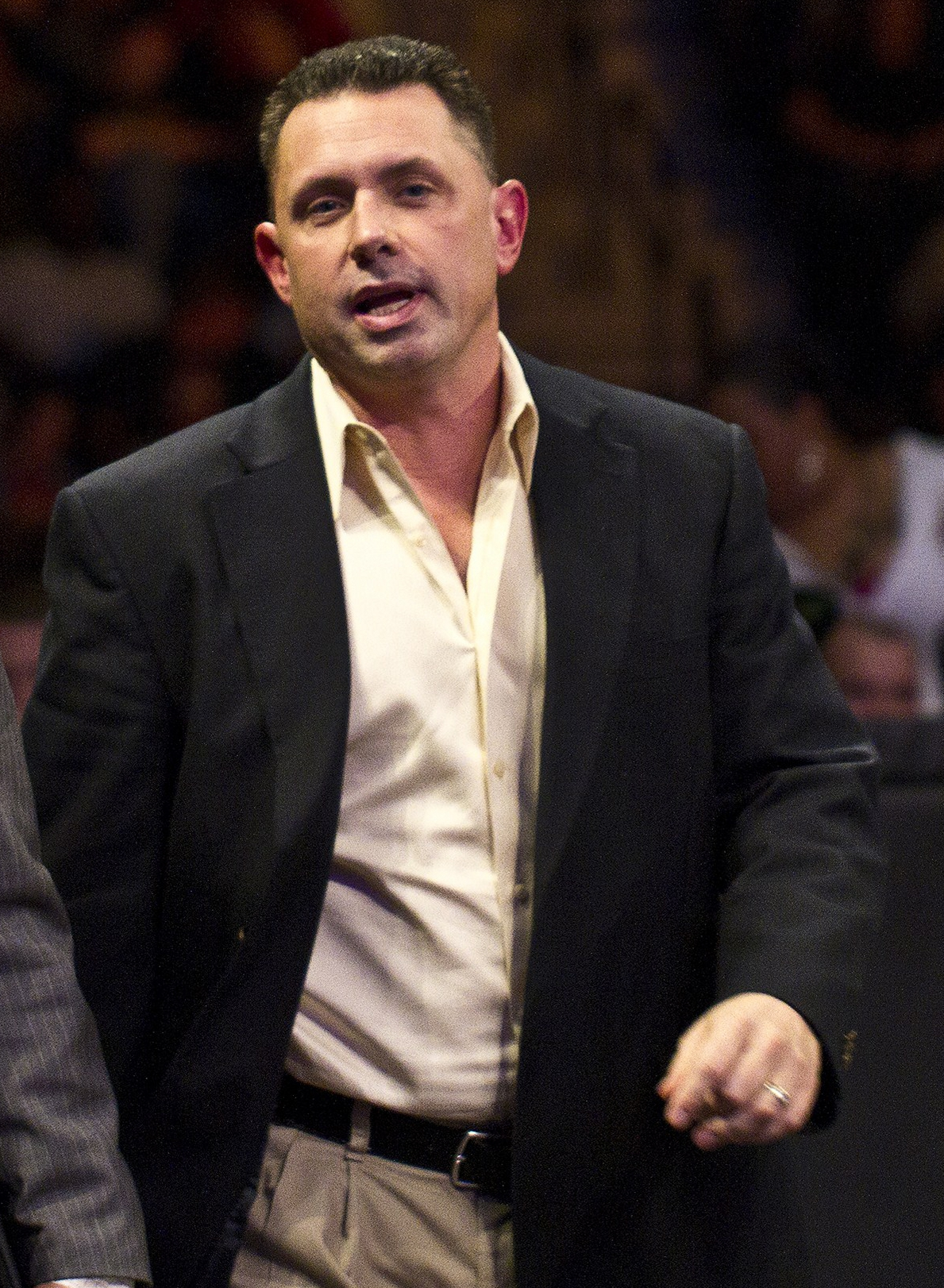
마이클 콜

마이클 콜(Michael Cole, 1968년 12월 8일 ~ )은 미국의 전 프로레슬링 선수 미국의 현 프로레슬링 해설자로, WWE에서 활동한다.